# Вук Ршумовић
Вук Ршумовић (Београд, 1975), српски је режисер, сценариста, драматург и универзитетски професор.

## Биографија
Његов отац је познати српски песник Љубивоје Ршумовић.
Дипломирао је драматургију на Факултету драмских уметности. Провео је један семестар на Јунговом институту у Цириху, где је проучавао јунговску психологију, бајке, митове и рад Џозефа Кембела.
Написао је шеснаест сценарија за краткометражне игране и анимиране филмове.
Радио је као сценариста на четири сезоне емисије Сурвајвор Србија а такође је аутор адаптација неколико интернационалних ТВ формата за српско тржиште.
Аутор је сценарија односно адаптација за 110 епизода популарне серије Андрија и Анђелка.
За свој дебитантски дугометражни играни филм Ничије дете, који је приказан на преко 50 фестивала и освојио преко 35 домаћих и интернационалних награда, укључујући FIPRESCI награду на Филмском фестивалу у Венецији.
Добитник је награде града Београда за радио и телевизијско стваралаштво. Члан је Европске филмске академије.
Један је од оснивача продуцентске куће BaBoon Production за коју је продуцирао неколико пројеката.
Предаје на Факултету за медије и комуникације Универзитета Сингидунум.
Међу редитеље које су утицали на његов рад наводи Мартина Скорсезеа, Дејвида Линча и Франсоа Трифоа.
У Децембру 2020. пројекат Ршумовићевог новог филма „Прича о Фатме” је добио подршку Еуроимажа.
Члан је Удружења за културу, уметност и међународну сарадњу „Адлигат”.
Ожењен је позоришном редитељком Аном Томовић са којом има двоје деце.

## Одабрана филмографија
| Година    | Филм              | Редитељ | Сценариста | Продуцент | Награде / Белешке                 |
| --------- | ----------------- | ------- | ---------- | --------- | --------------------------------- |
| 2005      | Кошаркаши         | Не      | Да         | Не        |                                   |
| 2012      | Валтер            | Не      | Да         | Не        | документарни филм                 |
| 2014      | Ничије дете       | Да      | Да         | Да        | Преко 10 интернационалних награда |
| 2015−2016 | Андрија и Анђелка | Не      | Да         | Не        |                                   |
| 2017      | Пансион Европа    | Не      | Да         | Не        |                                   |
| 2020      | Калуп             | Да      | Да         | Не        | ФЕСИД - златна арена              |
| 2022      | Златни дечко      | Не      | Да         | Не        |                                   |
| 2024      | Међу боговима     | Да      | Да         | Не        | Премијерно приказан на СФФ        |